# Senna polyphylla
Senna polyphylla là một loài thực vật có hoa thuộc họ Đậu. Loài này được (Jacq.) H.S.Irwin & Barneby mô tả khoa học đầu tiên năm 1982.

## Hình ảnh

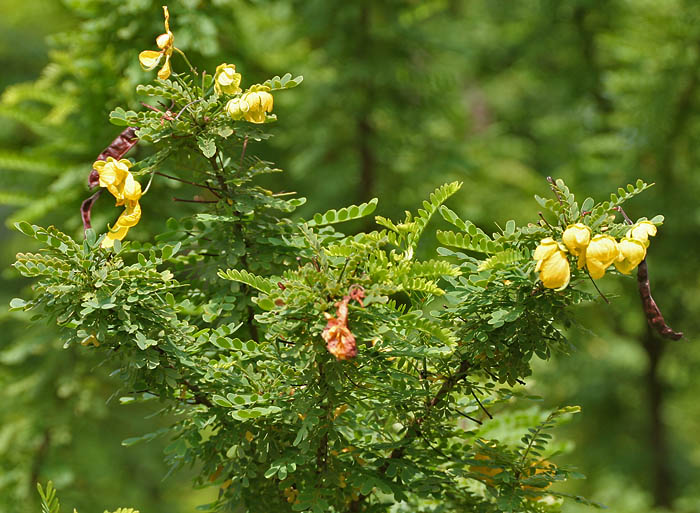
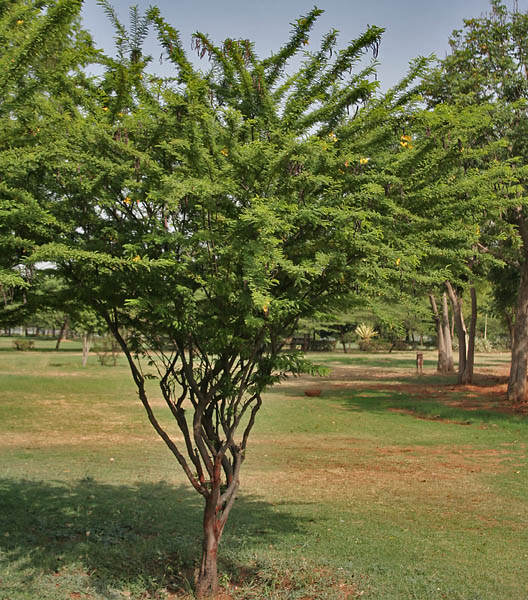
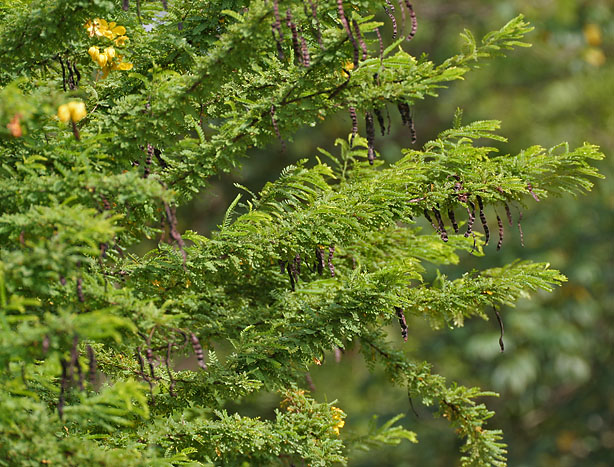
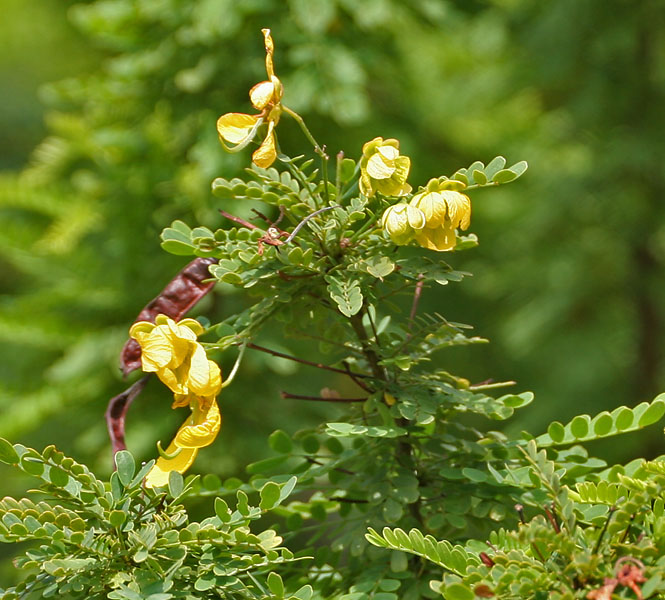